# Clearfield County
Clearfield County är ett administrativt område i delstaten Pennsylvania i USA, med 81 642 invånare. Den administrativa huvudorten (county seat) är Clearfield.

## Politik
Clearfield County tenderar att rösta på republikanerna i politiska val.
Republikanernas kandidat har vunnit rösterna i countyt i samtliga presidentval sedan valet 1996. Totalt har demokraternas kandidat endast vunnit countyt i tre presidentval sedan 1944, nämligen 1964, 1976 och 1992. I valet 2016 vann republikanernas kandidat countyt med 72,2 procent av rösterna mot 23,7 för demokraternas kandidat, vilket är den största segermarginalen i countyt för en kandidat genom alla tider.

## Geografi
Enligt United States Census Bureau har countyt en total area på 2 988 km². 2 971 km² av den arean är land och 17 km² är vatten.

### Angränsande countyn
- Elk County - nord
- Cameron County - nord
- Clinton County - nordost
- Centre County - ost
- Blair County - sydost
- Cambria County - syd
- Indiana County - väst
- Jefferson County - väst

### Orter
- Brisbin
- Burnside
- Chester Hill
- Clearfield (huvudort)
- Coalport
- Curwensville
- DuBois
- Falls Creek (delvis i Jefferson County)
- Glen Hope
- Grampian
- Houtzdale
- Irvona
- Mahaffey
- Newburg
- New Washington
- Osceola Mills
- Ramey
- Troutville
- Wallaceton
- Westover